# Eclipse Motor Car Company
Eclipse Motor Car Company war ein US-amerikanischer Hersteller von Automobilen.

## Unternehmensgeschichte
A. S. Keller, P. J. Murphy und A. P. Schulte gründeten 1916 das Unternehmen. Der Sitz war in Detroit in Michigan. Sie stellten Automobile her. Der Markenname lautete Eclipse. Im gleichen Jahr endete die Produktion. Die Fertigung von Lastkraftwagen, Motorrädern und Motorbooten war zumindest geplant, allerdings bleibt unklar, ob diese Produkte tatsächlich hergestellt wurden.
Es gab keine Verbindungen zu den anderen Herstellern von Autos der Marke Eclipse: Eclipse Automobile Company, Eclipse Machine Company (Ohio), Eclipse Machine Division, Krueger Manufacturing Company und Eclipse Machine Company (Michigan).

## Fahrzeuge
Im Angebot standen vier Modelle mit vier verschiedenen Motoren. Das Model 28 hatte einen Vierzylindermotor mit 28 PS Leistung. Der Radstand betrug 244 cm. Die Fahrzeuge waren als Roadster karosseriert und boten zwei Personen Platz.
Das Model 34 hatte einen Vierzylindermotor, der mit 34 PS angegeben war. Das Fahrgestell hatte 279 cm Radstand. Darauf wurde eine offene Karosserie in Form eines Tourenwagens mit Platz für fünf Personen montiert.
Das Model 40 hatte ebenfalls einen Vierzylindermotor, der allerdings 40 PS leistete. Der Radstand betrug 292 cm. Der Tourenwagen war siebensitzig ausgelegt.
Ein V8-Motor mit 45 PS Leistung trieb das Model 45 an. Radstand und Aufbau entsprachen dem Model 40.

## Modellübersicht
| Jahr | Modell   | Zylinder | Leistung (PS) | Radstand (cm) | Aufbau               |
| ---- | -------- | -------- | ------------- | ------------- | -------------------- |
| 1916 | Model 28 | 4        | 28            | 244           | Roadster 2-sitzig    |
| 1916 | Model 34 | 4        | 34            | 279           | Tourenwagen 5-sitzig |
| 1916 | Model 40 | 4        | 40            | 292           | Tourenwagen 7-sitzig |
| 1916 | Model 45 | 8        | 45            | 292           | Tourenwagen 7-sitzig |